# The Other Ones
The Other Ones était un groupe de rock américain fondé en 1998 par d'anciens membres de Grateful Dead : Bob Weir, Phil Lesh, Mickey Hart, ainsi que Bruce Hornsby qui avait joué quelquefois avec le Grateful Dead; à cette formation s'ajoutent 4 autres musiciens : Mark Karan à la guitare et au chant, Steve Kimock à la guitare, John Molo à la batterie et Dave Ellis au saxophone et au chant. Le 25 juin 1998, ils participent au « Furthur Festival » à Atlanta, en Géorgie. Ce groupe continue le legs musical du Grateful Dead en jouant beaucoup de leurs chansons. Le nom du groupe est d'ailleurs tiré de la chanson That's it for the Other One de l'album Anthem of the Sun sorti en 1968.
The Other Ones ont continué le legs musical du Grateful Dead, jouant beaucoup de leurs chansons. Le nom du groupe est d'ailleurs tiré de la chanson "That's it for the Other One" de l'album Anthem of the Sun sorti en 1967.
En 2000, Bill Kreutzmann, un autre ancien de Grateful Dead, a rejoint le groupe., au moment où Phil Lesh le quittait. En 2002, Phil Lesh rejoint le groupe alors que Bruce Hornsby part.
D'autres artistes ont collaboré à The Other Ones : Mark Karan, Steve Kimock, John Molo, Dave Ellis, Alphonso Johnson, Jimmy Herring, Rob Barraco, Jeff Chimenti et Susan Tedeschi.
En 2003, The Other Ones ont changé de nom pour s'appeler The Dead, le terme « grateful » (reconnaissant) étant retiré par respect pour Jerry Garcia.

## Discographie
- The Strange Remain CD de deux disques enregistré lors des concerts en 1998 lors du Furthur Festival tour.